# Niko Duboković Nadalini (konzervator)
Niko Duboković Nadalini (25. prosinca 1909. − 24. listopada 1991.), hrvatski konzervator, povjesničar, arhivist s Hvara. Osnivač je Centra za zaštitu kulturne baštine otoka Hvara, današnjeg Muzeja hvarske baštine.
Pisao je članke za razne novine, časopise, domaće i inozemne: Pomorstvo, Slobodna Dalmacija, Medicinski glasnik, Zadarska revija, Čuvar Jadrana, Čovjek i prostor, Arhivist, Anale Hist. inst. JAZU u Dubrovniku, Glasnik srpskog geografskog društva, Bilten Historijskog arhiva, Priloge povijesti otoka Hvara, zatim natuknice za Pomorsku enciklopediju, Vijesti muzealaca i konzervatora Hrvatske, brošuru Inventar javnih, crkvenih i privatnih arhiva otoka Hvara, turistički vodič-letak o otoku Hvaru i dr.